# Münchhausen (phim 1942)
Münchhausen (/ˈmʌntʃaʊzən/) là một phim giả tưởng khôi hài do Josef von Báky đạo diễn, xuất phẩm ngày 03 tháng 03 năm 1943 tại Berlin.

## Lịch sử
Năm 1940, trong bối cảnh Đệ nhị thế chiến đang hồi khốc liệt, bộ phim đại vĩ tuyến Tên trộm thành Bagdad lập kỉ lục vô tiền khoáng hậu trên toàn thế giới cả về nghệ thuật và doanh thu, tính từ thời điểm điện ảnh ra đời. Không chỉ vậy, thành công của bộ phim còn coi như hiệu quả hợp tác Mỹ-Anh trên phương diện chính trị - văn hóa.
Ở cương vị lĩnh đạo Phe Trục, ông bộ trưởng tuyên giáo Joseph Goebbels thấy rằng, Đại Đức đế quốc cần có hành động thích đáng để đáp trả Đồng Minh. Việc này nhanh chóng được quốc trưởng Adolf Hitler tán thành, vì ông cho rằng, đã đến lúc phải phát huy Volksfilm, đồng thời khích lệ quân dân Đức phấn đấu trong chiến cuộc mỗi lúc một cam go.
Việc tiến hành chế tác một cuốn phim như thế cũng để kỉ niệm 25 năm thành lập hãng UFA (Jubiläumsfilm). Mà theo cảm quan Joseph Goebbels và tổng giám chế Fritz Hippler, tác phẩm điện ảnh này phải hợp chính sách Reichsfilmdramaturg và Gleichschaltung. Có nghĩa, truyện phim phải rút từ tác phẩm nào ưu tú trong văn chương cổ điển Đức, vừa mang tính giải trí vừa thể hiện được tính cố kết của chủng tộc Đức, không nhất thiết phải anh hùng ca.
Sau một vài phác thảo và tuyển lựa mấy kịch bản, rốt cuộc Münchhausen được chọn. Các trứ tác Rudolf Erich Raspe về nhân vật nam tước Münchhausen từ lâu là mảnh ghép không thể thiếu trong kho tàng văn chương cổ điển Tây phương. Yếu tố truyền cảm của nhân vật hư cấu này cũng là nguyên nhân khiến kịch bản được chọn chế tác.

## Nội dung
Tại một dạ tiệc hạng sang, nam tước Münchhausen thế kỷ XX vui miệng kể cho vợ và mấy thực khách nghe truyện cố tổ nhà mình - ngài nam tước Münchhausen thế kỷ XVIII.
- Bodenwerder: Nam tước Münchhausen chỉ quẩn quanh ở quê nhà với thằng hầu Christian Kuchenreutter biết phát minh khẩu đại bác bắn xa trăm dặm. Thế rồi ảo thuật gia Cagliostro tới rủ ngài nam tước theo mình sang Ba Lan đòi ngôi vua. Nam tước chấp nhận, nhưng nói, ngài chỉ thích phiêu lưu chứ chả thèm quyền quý.
- Sankt-Peterburg: Tại triều đình Yekaterina, Münchhausen có cuộc chạm súng với vương công Potyomkin, duyên do là Potyomkin thấy bà hoàng biệt đãi Münchhausen quá nên ghen. Münchhausen bị thương, phải nhờ Cagliostro chữa, bèn cảnh báo Cagliostro về nguy hiểm đang rình rập tính mạng ông ta. Cagliostro đành bỏ đi, quên hẳn dự định làm vua Ba Lan, lại để cho Münchhausen một hộp quà và bảo lúc nào cần lắm hẵng mở ra coi.
- Thổ Nhĩ Kỳ: Nga-Thổ giao chiến, tình thế pháo đài Nga khó đứng vững. Münchhausen liều mạng bảo vương công Potyomkin để mình ngồi trên nòng pháo, rồi khai hỏa cho đạn đưa Münchhausen sang trại quân Thổ. Chẳng ngờ pháo giật dữ quá, Münchhausen bay thẳng tới hoàng cung Ottoman. Ngài nam tước bị bắt làm nô lệ cùng công chúa Ý. Nam tước giao hẹn, nếu ngài đem được chút rượu Tokaj từ Wien về Istanbul trong một giờ, vua Thổ phải thả ngài và công chúa. Rốt cuộc Münchhausen thắng, nhưng vua lại trao công chúa giả, ngài bèn dắt công chúa ngầm trốn đi.
- Venezia: Về kinh đô Venezia, Münchhausen lại phải đấu gươm với trưởng vương tử. Vương tử thách đấu và nhận thua, bèn đâm gươm tự tử. Nam tước liền cùng Kuchenreutter cưỡi khinh khí cầu lên nguyệt cầu.
- Nguyệt cầu: Thời gian ở nguyệt cầu trôi nhanh hơn địa cầu khiến Kuchenreutter già đi (vì năng suy nghĩ), còn nam tước vẫn vậy (vì lười suy nghĩ). Họ gặp hai cư dân nguyệt cầu, liền được khuyên nên về địa cầu sớm, vì nguyệt cầu chẳng có nước uống và chỉ toàn cát. Tên Kuchenreutter đã già quá, bèn chết, còn mỗi nam tước rời nguyệt cầu.

Nam tước hiện đại kể xong, chẳng ai tin. Họ bảo, ngài nam tước quá khứ vốn đã mất nhiều năm trước khi những sự kiện ấy kịp xảy ra.
Khách vội vàng tản đi hết, nam tước bực lắm bèn mở hộp quà năm xưa Cagliostro tặng. Ngài nam tước và phu nhân bỗng già đi chóng vánh. Bấy giờ, thực khách mới bàng hoàng hiểu ra hai người chính là vị nam tước và công chúa Ý xa xưa, họ đã sống qua ngót hai thế kỷ.

## Kĩ thuật
Trong quá trình thảo luận về định hướng tuyên truyền trong Münchhausen, giữa Adolf Hitler và P. J. Goebbels rõ ràng có những bất đồng, nhưng tựu trung cả hai đều nhất trí về phương thức thực hiện một xuất phẩm Volksfilm.
Theo hồi kí Joseph Goebbels, năm 1940, tổ hợp nghiên cứu thí nghiệm Agfa đã chế tạo thành công thuốc nhuộm Agfacolor đặc trưng Đức để bắt kịp Technicolor Mỹ đang trên đà thống soái thế giới sau xuất phẩm Phù thủy xứ Oz. Münchhausen là cuốn phim thứ ba thí điểm Agfacolor.
Năm 1941, đề án Münchhausen được đầu tư ngân sách 4.5 triệu Reichsmark (ℛℳ), sau đó tăng lên 6.5 triệu, bởi ý định bộ trưởng Joseph Goebbels là phải vượt siêu phẩm Tên trộm thành Bagdad "cả về hiệu ứng đặc biệt cho đến nghệ thuật phối màu". Đạo diễn Josef von Báky sau này thừa nhận, ông lấy cảm hứng dựng ảnh từ hai xuất phẩm Bạch Tuyết và bảy chú lùn và Cuốn theo chiều gió.
Ngân quỹ dồi dào cho phép nhà sản xuất thể hiện vô vàn ý tưởng, kể cả khó tin nhất. Tuy nhiên, khác xu hướng phim Hollywood đương thời, Josef von Báky chọn góc máy và bối cảnh hẹp, chỉ tập trung vào biểu cảm diễn viên cùng sự sinh động cảnh trí. Thí dụ, tại phân cảnh hoàng cung Nga dựng trong lâu đài Albrechtsburg, toàn bộ dụng cụ ẩm thực đều trưng dụng từ các bảo tàng viện, trong quá trình quay phải cử một đội Schutzstaffel đứng canh.
Phim được thực hiện tại các địa điểm Berlin, Meißen, phim trường Babelsberg và Venezia ròng rã từ 13 tháng 04 đến 16 tháng 12 năm 1942 mới xong.

### Sản xuất
- Điều phối: Werner Klein
- Tuyển lựa: Jobst von Reiht-Zanthier
- Thiết kế: Otto Gülstorff, Emil Hasler
- Phục trang: Manon Hahn
- Hòa âm: Thomas Orthofer, Erich Schmidt
- Hiệu ứng: Gerhard Huttula, Konstantin Irmen-Tschet, Ernst Kunstmann, Theo Nischwitz
- Đóng thế: Hermann Stetza
- Đối thoại: Fritz Thiery

### Diễn xuất
| Tài tử               | Vai trò                            |
| -------------------- | ---------------------------------- |
| Hans Albers          | Nam tước Münchhausen               |
| Ilse Werner          | Công tước phu nhân Isabella d'Este |
| Wilhelm Bendow       | Người nguyệt cầu                   |
| Brigitte Horney      | Sa hoàng Yekaterina                |
| Michael Bohnen       | Công tước Karl von Braunschweig    |
| Ferdinand Marian     | Bá tước Alessandro Cagliostro      |
| Hans Brausewetter    | Freiherr von Hartenfeld            |
| Hermann Speelmans    | Christian Kuchenreutter            |
| Marina von Ditmar    | Sophie von Riedesel                |
| Andrews Engelmann    | Vương công Grigory Potyomkin       |
| Käthe Haack          | Nam tước phu nhân Münchhausen      |
| Waldemar Leitgeb     | Vương công Grigory Orlov           |
| Walter Lieck         | Người chạy                         |
| Hubert von Meyerinck | Vương công Anton Ulrich            |
| Jaspar von Oertzen   | Bá tước Aleksandr Lanskoy          |
| Werner Scharf        | Vương công Francesco d'Este        |
| Armin Schweizer      | Johann                             |
| Leo Slezak           | Sultan Abdul Hamid                 |
| Louis Brody          | Nô bộc                             |
| Hilde von Stolz      | Louise la Tour                     |

## Hậu trường
Phim được công chiếu đúng thời điểm quân đoàn 06 chịu tổn thất lớn tại chiến trường Stalingrad, gây nguy cơ cùng cực cho chế độ. Bởi thế, xuất phẩm điện ảnh này được coi như tiếp thêm nghị lực cho quân dân Đức, đồng thời, bộ máy tuyên truyền Đức Quốc Xã được đà vận hành hết công suất. Phim đại thắng tại phòng vé, chẳng những thâu hồi khoản đầu tư lớn của chính phủ mà còn giành được nhiều tán dương về chất lượng nghệ thuật.
Giới phê bình điện ảnh trong chính quyền thời ấy đánh giá Münchhausen vừa có "giá trị nghệ thuật đặc biệt" (künstlerisch besonders wertvoll) vừa "đậm tính chủng tộc" (volkstümlich wertvoll). Không chỉ vậy, cho đến nay, bộ phim được các nhà bình giảng điện ảnh coi là một trong những xuất phẩm tiêu biểu cho giới chế tác tham khảo học tập. Nhà khảo cứu lịch sử điện ảnh Eric Rentschler thì cho rằng, đây đáng là "cuốn phim màu Đức vĩ đại nhất mọi thời đại".
Sau Đệ nhị thế chiến, Münchhausen thuộc số ít văn hóa phẩm Quốc Xã tránh được xu thế bài phát xít. Phim vẫn được phép lưu hành mọi cấp tại Đông Đức, Tây Đức, Liên Xô cùng nhiều quốc gia nặng thành kiến bài phát xít. Thập niên 2010, bộ phim được hãng UFA phục chế Bluray phát hành rộng rãi toàn thế giới.
- Phân cảnh ngài nam tước Münchhausen ngồi trên quả đạn pháo bay sang trại quân Thổ được liệt hạng kinh điển trong các phim màn ảnh đại vĩ tuyến truyền thống, sau này nhiều tác phẩm giả tưởng cũng bắt chước.
- Münchhausen là đề án điện ảnh Đức Quốc Xã có sự tham gia của công dân rất nhiều quốc gia. Bản thân đạo diễn Josef von Báky là người gốc Hung, phụ tá quay phim Yuon Ling Tschang là người Trung Quốc.
- Sau chiến dịch Berlin, Münchhausen nằm trong số phim chiến lợi phẩm Hồng quân Liên Xô tịch thu được từ kho lưu trữ UFA, trước khi bàn giao cho chính quyền Cộng hòa Dân chủ Đức.

### Tư liệu
- Münchhausen trên Internet Movie Database
- Münchhausen tại AllMovie
- Münchhausen tại Virtual History
- Münchhausen (u. a. Uraufführungsplakate, zeitgenössische Zeitschriftentitel, Fotos)
- Projekt: Münchhausen tại Friedrich-Wilhelm-Murnau-Stiftung
- Münchhausen tại Cinema.DE
- Ansage Ilse Werners zu Münchhausen